# Jaroslav Řezáč
JUDr. Jaroslav Řezáč (6. února 1886 Jičín – 29. května 1974 Praha) byl český hokejový brankář a svazový funkcionář. Jako hráč získal dva tituly mistra Evropy a jako funkcionář působil dlouhodobě i v tehdejší LIHG.
V roce 2010 byl uveden do Síně slávy českého hokeje.

## Život
Řezáč se věnoval různým sportům od mládí. Hrál bandy hokej a závodně vesloval za ČSK Vyšehrad 1907. Brzy ovšem přešel k lednímu hokeji (tehdy pro rozlišení označovaným slovem kanadský). Na začátku první světové války narukoval a po ní sloužil na východním Slovensku. Zde společně s tehdy již dvojnásobným mistrem Evropy Janem Fleischmannem (a doktorem Brožem) založili první hokejový klub v Košicích. V roce 1921 se stal předsedou hokejového vedení pro pozemní hokejisty. O rok později v 36 letech debutoval v reprezentačním dresu Československa na Mistrovství Evropy v ledním hokeji 1922. V rozhodujícím zápase se Švédy vystřídal během hry Wälzera a podílel se tak přímo na zisku titulu. Stejného brankáře nahradil na jednu sezónu i v ČSS Praha.
Jako náhradní brankář cestoval i na další dva velké mezinárodní turnaje, kde však především plnil roli vedoucího výpravy. Od roku 1923 navíc zastupoval až do roku 1946 Československo v Mezinárodní hokejové federaci. Na první zimní olympijských hry odjel již jako hráč a funkcionář Sparty Praha. Dostalo se mu velké cti, když nesl při slavnostním zahájení a slibu československou vlajku. Přes špatný výsledek týmu se mu také podařilo dojednat pořadatelství mistrovství Evropy v ledním hokeji 1925 pro Československo.
Řezáč se ještě jako náhradník zúčastnil mistrovství Evropy v ledním hokeji 1929 a mistrovství světa v roce 1931. Především zde ale působil v roli jakéhosi předchůdce trenéra. V roce 1931 také jako rozhodčí řídil první zápas, který se odehrál na umělém ledě na novém stadiónu na Štvanici.
Jako funkcionář působil též ve Slavii Praha. Hokejové stadióny navštěvoval do konce života a o hokejové dění se neustále zajímal, což dával najevo svými postřehy a komentáři. V roce 1959 mu byl udělen titul zasloužilého mistra sportu.
Zemřel roku 1974 v Praze. Pohřben byl na Olšanských hřbitovech.

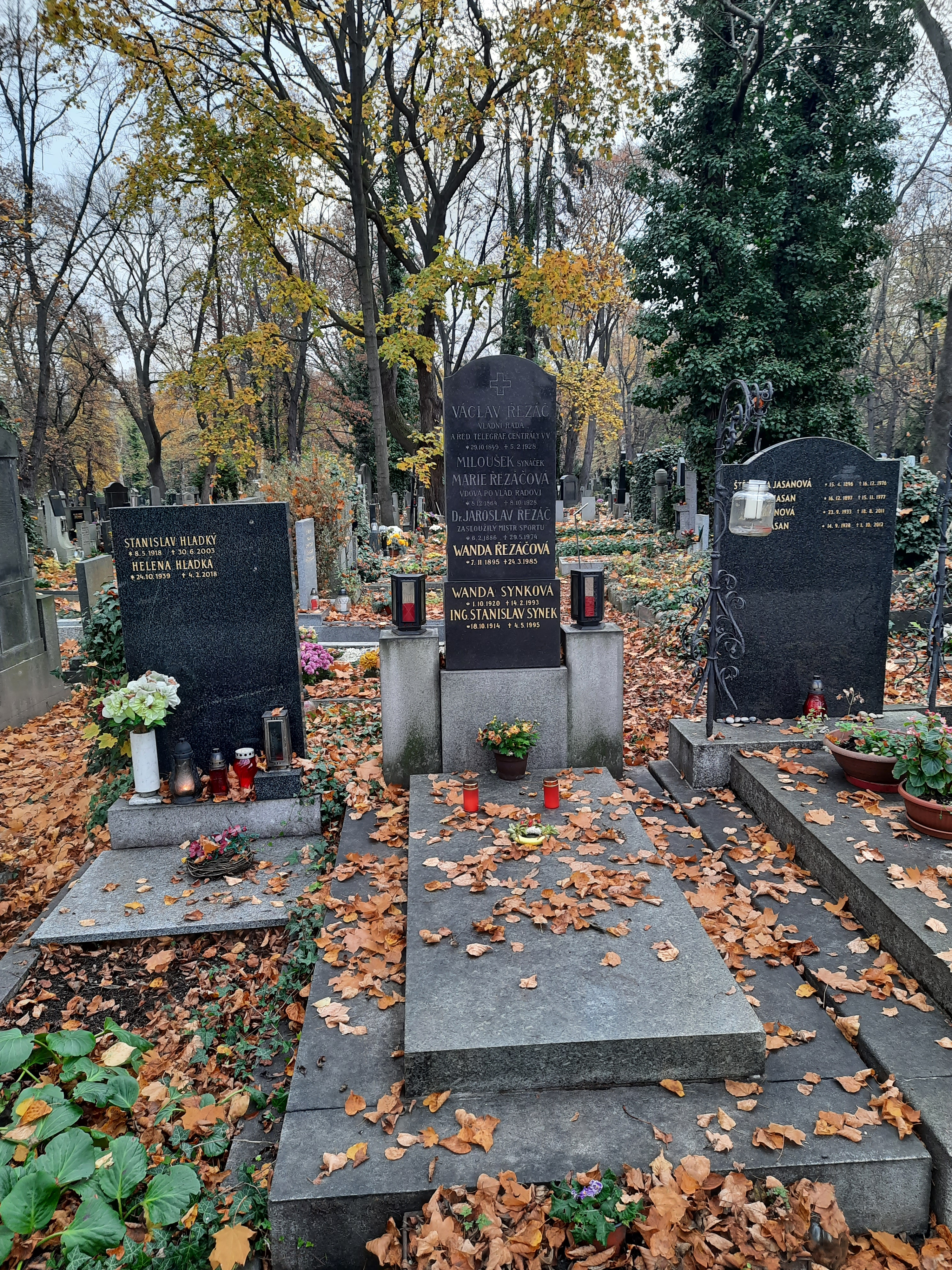
Hrobka rodiny Řezáčovy na Olšanských hřbitovech